# Androclea

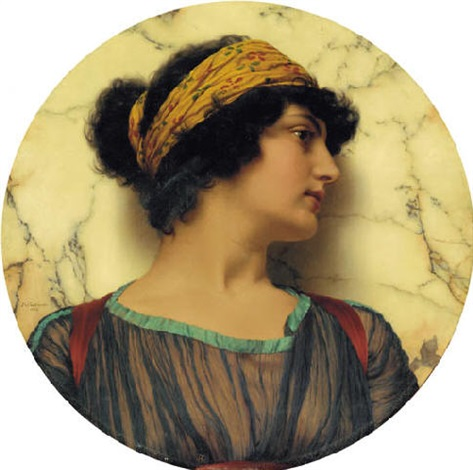
Androclea, dipinto di John William Godward, 1915

Nella mitologia greca, Androclea (in greco antico: Ἀνδρόκλεια?)  era il nome di una delle figlie di Antipeno, l'altra era Alcide.

## Nella mitologia
Quando Eracle si schierò dalla parte dei tebani e dopo averli armati e preparati, si rivolse all'oracolo che gli profetizzò la vittoria solo se la persona con i più alti fasti di nascita del luogo avesse sacrificato la propria vita.
A quel tempo non vi erano dubbi e la persona prescelta fu Antipeno, un discendente diretto di Sparta ma questi era un codardo ed indugiava con scuse sul suo destino di agnello sacrificale ed infine Androclea e sua sorella decisero di togliersi la vita al suo posto.
In seguito alla morte furono elette a gran voce dal popolo eroine nel tempio di Artemide.

### Interpretazione e realtà storica
L'oracolo di Tebe era solito chiedere in sacrificio esseri umani per le sue profezie, sempre di stirpe nobile, in tal caso Androclea si sarebbe gettata dalla roccia insieme alla sorella, stessa sorte toccò alle figlie di Eretteo.